# Chiloepalpus aureus
Chiloepalpus aureus är en tvåvingeart som först beskrevs av Aldrich 1926.  Chiloepalpus aureus ingår i släktet Chiloepalpus och familjen parasitflugor. Inga underarter finns listade i Catalogue of Life.